# 千野えなが
千野 えなが（せんの えなが、1982年11月 - ）は日本のイラストレーターである。
女性。東京都出身。千葉県在住。イラストレーターの武田日向は4歳上の実姉にあたる。
主な挿絵作品は『らくだい魔女』『きらめき12星座』『ステップファザーステップ』『ミラクルクッキーめしあがれ!』『水瓶座の少女アレーア』などがある。
イラスト・挿絵を担当した『らくだい魔女』は2021年10月10日の15周年を記念し劇場版アニメ化が決定した。

## 人物
出版社への持ち込みをきっかけに、少しずつ仕事をもらい始める。仕事絵と個人ホームページを見てもらい、挿絵の仕事が増えていった。
現在では、個人ブログやインスタグラムでイラストや仕事情報を発信している。

## 作品一覧
イラスト・挿絵
- らくだい魔女シリーズ（成田サトコ/著、ポプラポケット文庫）2006年 ‐ 2013年
- この子だれの子（宮部みゆき/著、講談社）2006年10月
- きらめき12星座シリーズ（奥沢しおり/著、フレーベル館）2011年 ‐ 2013年
- マサの留守番（宮部みゆき/著、講談社）2008年4月
- ステップファザー・ステップ（宮部みゆき/著、講談社）2005年10月
- 魔法のスイーツ大作戦シリーズ（フィオナ・ダンバー/著、フレーベル館）2006年7月 ‐ 2007年2月
- 水瓶座の少女アレーアシリーズ（タニヤ・シュテーブナー/著、中村智子/訳、学研/出版社）
- ふしぎの国のアリス（L.キャロル/作、石崎洋司/文、ポプラ社）2016年11月
- 手ぶくろを買いに/ごんぎつね ほか（新美南吉/著、短編集、学研プラス）
- フラメモアイなオオバラ（池田美代子/著、小学館）2008年6月26日
- あわてんぼうなお姫さま（芝田勝茂/著、ポプラ社）2008年11月
- プリンセスと魔法のかがみ（名木田恵子/著、ポプラ社）
- わたしの歌う犬（芝田勝茂/著、ポプラ社）2011年2月
- 魔女のいる花屋さん（みおちづる/著、ポプラ社）2009年10月
- 新訳ジャングル・ブック（ラドヤード・キプリング/著、岡田好惠/訳、講談社）2016年7月
- 七不思議の作り方（佐竹彬/著、電撃文庫）2006年11月10日
- 七不思議の壊し方（佐竹彬/著、電撃文庫）2007年9月10日
- 飾られた記号 The Last Object（佐竹彬/著、電撃文庫）2005年6月10日
- 三辺は祝祭的色彩 Thinkers in Three Tips（佐竹彬/著、電撃文庫）2005年9月10日
- 開かれた密室 Being As Unfixed（佐竹彬/著、電撃文庫）2006年3月10日